# Xanthophyllum velutinum
Xanthophyllum velutinum är en jungfrulinsväxtart som beskrevs av Chod.. Xanthophyllum velutinum ingår i släktet Xanthophyllum och familjen jungfrulinsväxter. Inga underarter finns listade i Catalogue of Life.